# الأمغر
الأمغر أو الأميغر أو الأمغار منطقة عراقية فيها منهل، وتل صحراوي في ناحية بصية بمحافظة المثنى بالبادية العراقية بجنوب العراق، ارتفاع التل 278 متراً فوق سطح البحر، يُنسب إلى الأمغر وادٍ اسمه وادي الأمغر، طول 167 كيلومتراً، وتُنسب إلى الأمغر فيضة الأمغر، وكانت الأمغر في الرأس الشمالي للمنطقة المحايدة بين السعودية والعراق.

## وصلات خارجية
- موقع الأمغر حين كان في الرأس الشمالي للمنطقة المحايدة في خارطة البادية الجنوبية العراقية في الأطلس الإداري العراقي المنشور سنة 1952